# 室戸町
室戸町（むろとちょう）は、高知県安芸郡にあった町。
現在の室戸市の中心部にあたる。本項では町制前の名称である室戸村（むろとむら）についても述べる。

## 地理
- 海洋：土佐湾
- 岬：行当岬
- 山岳：四十寺山
- 河川：室津川

## 歴史
- 1889年（明治22年）4月1日 - 町村制の施行により、室津村・浮津村・元村・領家村の区域をもって室戸村が発足。
- 1910年（明治43年）1月1日 - 室戸村が町制施行して室戸町となる。
- 1950年（昭和25年）3月24日 - 昭和天皇の戦後巡幸。天皇が室津港、魚市場などを視察。突堤に室戸町奉迎場を設けて町民が天皇を迎えた[1]。
- 1959年（昭和34年）3月1日 - 室戸岬町・吉良川町・佐喜浜町・羽根村と合併して室戸市が発足。同日室戸町廃止。

## 交通

### 道路
- 国道194号（現・国道55号）